# Jožef Smej
Jožef Smej (ur. 15 lutego 1922 w Bogojinie, zm. 22 listopada 2020 w Lenart v Slovenskih goricah) – słoweński duchowny rzymskokatolicki, w latach 1983–2009 biskup pomocniczy Mariboru.

## Życiorys
Święcenia kapłańskie przyjął 8 grudnia 1944. 15 kwietnia 1984 został mianowany biskupem pomocniczym Mariboru ze stolicą tytularną Tzernicus. Sakrę biskupią otrzymał 23 maja 1983. 18 czerwca 2009 przeszedł na emeryturę.